# فيلا (شركة ملابس رياضية)
فيلا (بالإيطالية: fila)‏، أحد أكبر شركات تصنيع الملابس الرياضية في العالم، تأسست في عام 1911 في إيطاليا، منذ استحواذها في عام 2007 من قبل فيلا كوريا، أصبحت الآن ملكية فيلا وأدارة اعمالها من كوريا الجنوبية. برئاسة رئيس مجلس الإدارة والرئيس التنفيذي ليون-سو يون، فيلا لديها مكاتب في 11 بلدا في جميع أنحاء العالم.

## تاريخ الماركة
في عام 1911، كان لدى الإخوة فيلا مطحنة صوف في بييلا وتطور نشاطهم بسرعة كبيرة، ففي عام 1950 أصبح مصنعهم ذا إنتاج متخصص في الملابس الداخلية. ثم قرروا التوجه في نهاية المطاف إلى عالم الرياضة.
في عام 1973، أطلقت العلامة التجارية أول مجموعة ملابس رياضية لها، وبعدها بعام قامت بتسويق خط من قمصان البولو المعروفة بالخط الأبيض الذي يرتدونه رياضيون معروفون. في عام 1970 أصبحت العلامة التجارية مشهورة من قبل لاعبي التنس مثل بيورن بورغ أو جييرمو فيلاس.
خلال العقود التالية، باعت العائلة المؤسسة العلامة التجارية في عام 1983 للمستثمرين الأمريكيين، الذين طوروها إلى ملابس رياضية، ثم تم ارتداء فيلا من قبل فناني الهيب هوب.
في منتصف عام 1990، اشترت فيلا العلامة التجارية الفرنسية دورتو تنس (بالفرنسية: dortotennis)، وتم بيعها بعد عدة سنوات.
وفي عام 2001، قامت المجموعة الإيطالية القابضة (بالإيطالية: Di Partecipazioni)، التي تمتلك العلامة التجارية ببيعها إلى عالم الرياضة العالمي (بالإنجليزية: Sport Brands International).
منذ عام 2007، كانت مملوكة من قبل المجموعة الكورية الجنوبية فيلا كوريا، وانتقل مقرها إلى سيول (كوريا الجنوبية) وكان الرئيس التنفيذي لها يون سو يون.
في عام 2011، اشترت الشركة الصينية انتا سبورت (بالإنجليزية: ANTA Sports) حقوق استخدام العلامة التجارية في الصين وحول العالم. وفي عام 2018 نظمت العلامة التجارية أول عرض للأزياء خلال أسبوع الموضة في ميلانو. في يوليو اختارت متسلق الجبال راينهولد ميسنر سفيرًا لها.
وفي مارس عام 2019، تعاونت فيلا مع العلامة التجارية الفاخرة فيندي.

## عن الماركة
في التسعينات، أصحبت العلامة التجارية فيلا معروفة جدًا، من خلال وجودها في كل مكان في عالم التنس أو «ثقافة الشوارع» الدولية (بالإنجليزية: street culture). وقد قررت العلامة التجارية فيلا أن تعود إلى الواجهة بعد أكثر من 100 عام من إنشائها وبعد ثلاثة عقود من نجاحاتها.

## بيورن بورغ
غيّر بيورن بورغ بشكل جذري وجه العلامة التجارية فيلا ووجه مبتكريها، وكان رمزًا لتاريخ التنس العالمي في السبعينيات، بدأت القصة بين الماركة فيلا وبيورن بورغ في أوائل السبعينيات عندما اكتشف المدير العام لشركة تصنيع المعدات، لاعبًا سويديًا شابًا في بطولة مونت كارلو، وأدرك الجميع أن بيورن بورغ سيكون الشخصية الرئيسية للعلامة التجارية الإيطالية فيلا.
من ناحية أخرى، اتفق مبتكرو فيلا بأن اللاعب السويدي بيورن بورغ يعتبر أحد أكثر لاعبي التنس موهبة في التاريخ. هذه الشراكة المثمرة التي بدأت في أوائل السبعينيات قامت بتحسين وتضخيم الشركة الإيطالية فيلا.

## بداية العلامة التجارية
فيلا هو لقب الأخوين اللذين أطلقا العلامة التجارية في عام 1911 في بييلا، عند جبال الألب في إيطاليا. في البداية كان مفهومهم هو إنتاج منسوجات فاخرة وعالية الجودة، مناسبة لسكان الجبال، وبعد الملابس الداخلية الصوفية بدأت شركة بييمونتي في العمل في مجال الملابس الرياضية.

## فيلا وكوريا الجنوبية
في كوريا الجنوبية شرع رجل الأعمال في سيول يون يون سو الملقب ب «جين» في إعادة بناء سمعة الشركة المصنعة للمعدات الرياضية. على مدار تسع سنوات، كان الرئيس السابق لشركة فيلا الكورية الفرعية يحاول إعادة إطلاق العلامة التجارية بعد أن اشترى الشركة الأم مقابل 450 مليون دولار من الصندوق الأمريكي الذي كان يديرها منذ عام 2003.

## مبيعات فيلا
- ملابس
- أحذية
- إكسسوارات